# Loch Watten
Le loch Watten est un loch de la région de Caithness, en Écosse, dans le bassin de la rivière Wick. Le nom est une tautologie, composé du mot « loch » (d'origine gaélique) et « Vatn », mot norrois signifiant la même chose, comme dans des noms tels que « Þingvallavatn » et « Mývatn » en Islande, et « Røssvatnet » et « Møsvatn » en Norvège.
Il est célèbre pour la pêche à la mouche pour les truite brune. Le village de Watten est situé au sud du loch.